# Họ Thập xỉ hoa
Họ Thập xỉ hoa (từ tiếng Trung: 十齿花科, nghĩa là hoa mười răng) hay họ Đi pen tô (phiên âm từ tên khoa học) là tên gọi trong tiếng Việt của một họ thực vật hạt kín với danh pháp Dipentodontaceae.

## Lịch sử
Chi Dipentodon được Stephen Troyte Dunn đặt tên và miêu tả lần đầu tiên và năm 1911 trong cái mà ngày nay người ta gọi là Kew Bulletin (Tập san Kew). Vào thời kỳ đó, Dunn đã viết:
| “ | The name Dipentodon, proposed for it, refers to the most remarkable character possessed by the flowers in the exact similarity of the calyx teeth and petals (if I rightly call them so) and their insertion so nearly in one whorl that the appearance is given of a ten-toothed perianth. | ” |

Chi Dipentodon được Elmer Drew Merrill đặt trong họ của chính nó vào năm 1941, nhưng việc sắp xếp như vậy nói chung ít được công nhận. Thay vì thế, phần lớn các nhà thực vật học xếp Dipentodon vào trong họ được định nghĩa khá tệ hại và hỗn tạp có danh pháp là Flacourtiaceae (họ Mùng quân). Trong thế kỷ 21, họ Flacourtiaceae chỉ còn được một ít các nhà phân loại học công nhận cũng như có định nghĩa hẹp hơn. Chi Dipentodon không có quan hệ họ hàng với Flacourtiaceae sensu stricto, một đơn vị phân loại tách biệt của họ Salicaceae. Các nghiên cứu phát sinh chủng loài ở cấp độ phân tử đã dẫn tới sự chấp nhận rộng rãi đối với họ Dipentodontaceae và vị trí của nó trong bộ Huerteales. Một vài tác giả đã định nghĩa họ này như là chỉ bao gồm mỗi chi Dipentodon. Các tác giả khác, theo khuyến cáo từ nghiên cứu năm 2006 lại gộp thêm cả chi Perrottetia.

## Phân loại
Hệ thống Cronquist năm 1981 xếp họ này trong bộ Đàn hương (Santalales). Khi phân loại của hệ thống APG II được công bố năm 2003, vị trí phân loại của chi Dipentodon vẫn chưa rõ và người ta đặt nó ở vị trí incertae sedis trong thực vật hạt kín. Nó được liệt kê trong phụ lục TAXA OF UNCERTAIN POSITION (CÁC ĐƠN VỊ PHÂN LOẠI CÓ VỊ TRÍ KHÔNG CHẮC CHẮN). Tuy nhiên, hệ thống APG III năm 2009 lại gộp cả hai chi Dipentodon (1 loài) và Perrottetia (15 loài) vào trong họ Dipentodontaceae. Như thế theo APG III, họ này chứa 2 chi với khoảng 16 loài, phân bố trong khu vực Đông Nam Á tới Malesia và từ México tới Peru.